# 広州大劇院
広州大劇院（こうしゅうだいげきいん、簡体字中国語: 广州大剧院）は中華人民共和国広州市天河区江西路1号に位置する劇場。
建築はザハ・ハディドに設計された。2005年1月に着工、2010年5月9日に完成した。当初は「広州歌劇院」の仮称であったが、2010年4月に「広州大劇院」に改称された。

## 交通
- ■ 広州地下鉄珠江新城新交通システム線：大劇院駅